# Stary Dębiec
Stary Dębiec – osada w Polsce, w województwie wielkopolskim, w powiecie kościańskim, w gminie Krzywiń, po wschodniej stronie Jeziora Jezierzyckiego.
Do 2023 miejscowość była przysiółkiem wsi Jurkowo.
W latach 1975–1998 przysiółek administracyjnie należał do województwa leszczyńskiego.
Nad jeziorem osiedle domków letniskowych.
Przez Stary Dębiec przebiega znakowany czarny szlak pieszy Śmigiel – Krzywiń, a kanałem Wonieść szlak kajakowy.